# ビーエフエム

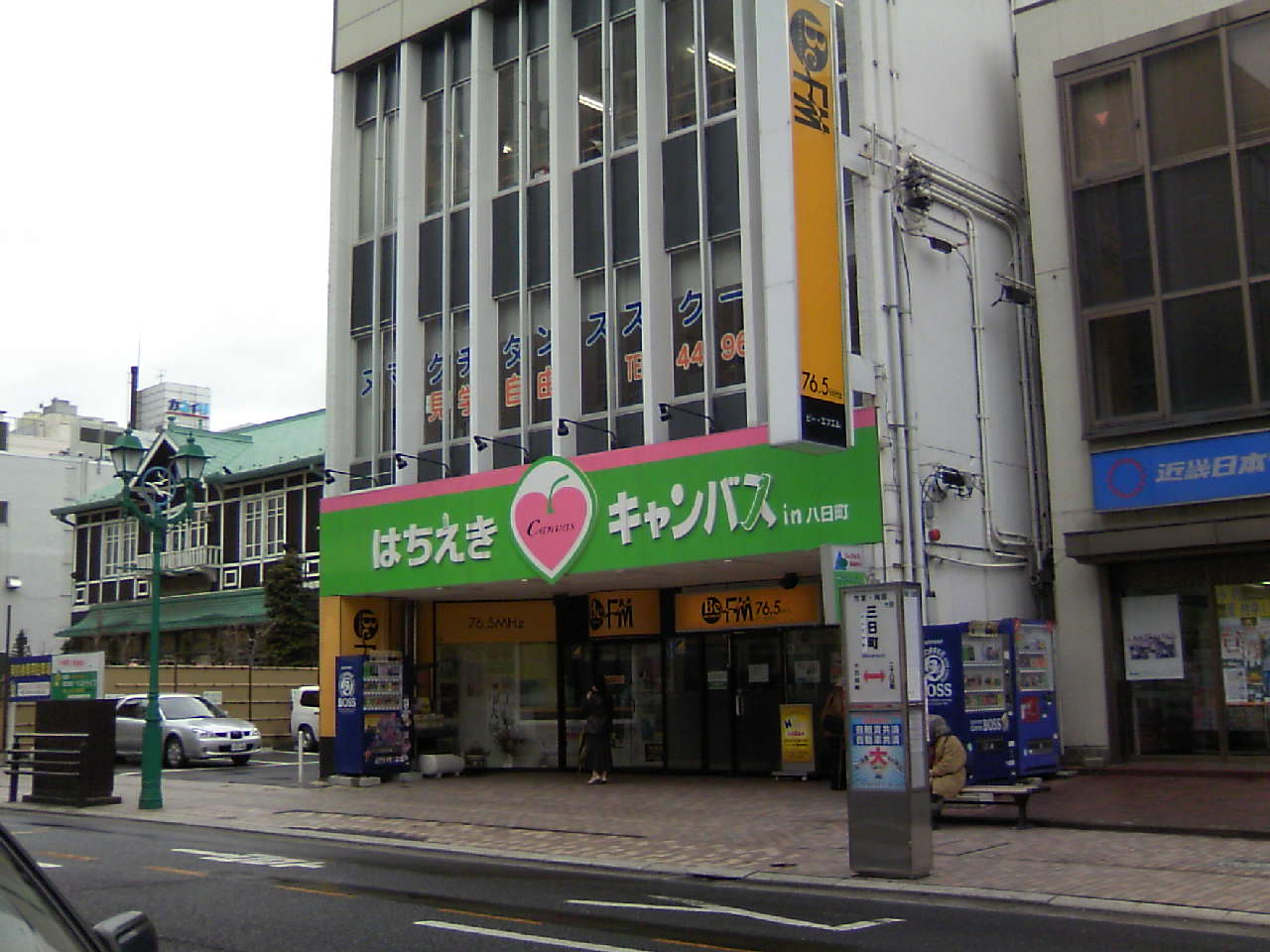
八戸中心街ターミナル（八日町）バス停前、八戸液化ガスビル1階にあった、BeFMの演奏所。2007年撮影。

株式会社ビーエフエムは、青森県八戸市の一部地域を放送区域として超短波放送（FM放送）を営む特定地上基幹放送事業者である。BeFMの愛称でコミュニティ放送を行っている。

## 概要
簡易自動車電話システムのコンビニエンス・ラジオ・ホンを運営していた株式会社テレコム八戸により、1999年（平成11年）1月1日に開局した全国で115番目、東北で13番目、県内で2番目のコミュニティ放送局である。
2003年（平成15年）に愛称に合わせ社名も株式会社ビーエフエムに改称した。
演奏所がある八戸液化ガスビル1Fの前は八戸市の中心部でバス停留所となっている。ビーエフエムのロビーは待合室ではないが、市内外のイベント等のポスターやチラシ、パンフレットも設置してあり、市民がバス待ちの合間に利用している。送信所は八戸市役所別館の屋上にある。
日曜深夜も含め24時間放送で、自社制作番組のほかにJ-WAVEの番組を放送している。2000年（平成12年）頃まではエフエムアメリカを再送信していた。
開局当初は、ボランティアによる制作番組が存在し、ラジオ番組を自分たちで作ってみたいという市民が集まり自主番組を制作し放送していた。また、リスナーからアマチュア無線を通じて情報を提供してもらう「BeFMアマチュア無線クラブ」（BeRC、コールサインはJE7YQJ）も存在していた。
ABCテレビ『探偵!ナイトスクープ』や日本テレビ『ザ!鉄腕!DASH!!』、TBSテレビ『KAT-TUNの世界一タメになる旅!』のロケで、取り上げられたことがある。
かつては、USTREAMやYoutubeでの花火大会中継や八戸三社大祭の動画配信を行っていた。現在は八戸テレビ放送と花火大会中継を行っている。
また、2011年（平成23年）8月より八戸市三日町にある、八戸ポータルミュージアムはっち1階にサテライトスタジオを設置し、生放送を開始した。本社スタジオも引き続き運用されている。
2012年（平成24年）1月18日、八戸市と「災害時における災害情報等の放送に関する協定」を締結した。
2014年（平成26年）1月1日で開局15周年を迎え、1月6日には青森県内のコミュニティ放送局では初のサイマル放送も開始した（自社製作番組のみ再送信）。
2016年（平成28年）1月7日から県域放送局エフエム青森の「坂本サトルミリオンレディオ」の同時放送を開始。2016年 - 2017年はBeFMのスタジオからも放送を行った。BeFMでのネットは2019年12月で終了するが、2020年4月からは金曜12時台にエフエム青森との同時放送のコーナー「モット!びびっと!八戸タイム」を放送している。
らじすく!えあのコーナー「FMすく!えあ」というコーナーとして、火曜日の15:05頃から放送。
2019年（平成31年）1月1日で開局20周年を迎えた。
2022年（令和4年）八戸市美術館向かいの番町へ本社移転。1Fにコワーキングカフェと放送スタジオ、2Fに事務所と収録スタジオを構える。

## 沿革
- 1992年（平成4年）7月 - 株式会社テレコム八戸設立
- 1993年（平成5年）5月 - 八戸商工会議所内に「コミュニティ放送事業化検討委員会」設置
- 1997年（平成9年）7月1日 - コンビニエンス・ラジオ・ホンを東北セルラー電話（現在のKDDIの前身の1つ）に譲渡（のちにサービス停止）
- 1998年（平成10年）
  - 10月 - 放送局（現・特定地上基幹放送局）の予備免許取得、出力は10W、試験電波を発射
  - 11月 - 演奏所システム完成（スタジオ、マスター送出機器他）
  - 12月 - 放送局の免許取得
- 1999年（平成11年）
  - 1月1日 - 午前11時11分開局
  - 3月 - 番組中継用の陸上移動局開局
- 2000年（平成12年）1月 - 出力を20Wに増力
- 2003年（平成15年）10月 - 社名を株式会社ビーエフエムと改称
- 2006年（平成18年）4月 - 八戸テレビ放送で再送信開始
- 2009年（平成21年）1月 - 開局10周年を迎える
- 2011年（平成23年）8月 - はっち内サテライトスタジオより生放送開始
- 2012年（平成24年）1月 - 八戸市と「災害時における災害情報等の放送に関する協定」締結
- 2014年（平成26年）
  - 1月1日 - 開局15周年を迎える
  - 1月6日 - 「SimulRadio」での再送信を開始（パソコンのみ対応）
  - 1月10日 - インターネットラジオ「ListenRadio」での再送信を開始（パソコン・スマートフォンともに対応）
  - 1月24日 - スマートフォンアプリ「FM聴 for Community」に対応
- 2019年（平成31年）1月 - 開局20周年を迎える
- 2022年（令和4年）5月 - 八戸市番町へ本社を移転しコワーキングカフェを運営（現在はカフェを別会社に譲渡）
- 2024年（令和6年）1月 - 開局25周年を迎える

## 自社番組
生放送
- 平日 11:00 - 15:00 びびすた♪
- 平日 16:00 - 19:00 ゆうらじ!Hachinohe

その他
- おもしろ南部弁講座
- Oh!My学校放送局
- KIDS KISS
- 十日市秀悦のえふりこぎでゴメン
- Radio constração PRAÇA Ooh-LA
- キトヒト
- あどばるーんのほにゃらららじお
- 古屋敷裕大のうたうラジオ
- Glocal Hachinohe
- 茂木典子 僕らの時計
- 私の街八戸
- 勉強ナビ
- まりなのラジオでおよよよよ〜♥
- 吉岡リサの音楽 to 健康
- 泉萌子のミュージックツアー
- はちがくクロス
- モット!びびっと!八戸タイム
- 県南とれたて情報
- 八戸ニュースチャンネル
- 八戸市総合健診センターからの健康ガイド
- キラ☆スタ 両立ナビ
- JAZZな時間
- 港街漁火演歌
- 演歌定期便
- 八戸市こども詩集「花園」
- 防災一口メモ
- えんぶりディ・イングリッシュ
- 子育てラジオ♪〜せっせっせーのよいよいよい〜
- 南部昔コ物語
- 青春プレイバック

他地域コミュニティFM局制作
- 板橋かずゆきのミュージック・ベジタブル（エフエムむつ制作）
- BluesPower（エフエムアップルウェーブ制作）
- サンドウィッチマンのラジオやらせろ（fmいずみ制作）
- DEEP MUSIC MANIA（カシオペアFM制作）
- うわののじさまのむかし話（カシオペアFM制作）